# Asociación sacerdotal Escuelas Pías
La asociación sacerdotal Escuelas Pías surgió en Chioggia (Italia) alrededor de 1870 una asociación de sacerdotes incardinados en el clero secular que, tomando el nombre de «Escuelas Pías», deseaban seguir el ejemplo de San José de Calasanz.
Poco más se conoce de esta asociación, tan solo que su fundado fue un exalumno del colegio que los escolapios tenían en la ciudad de Murano llamado G. Olivi y que solicitaron al entonces General de la Orden de las Escuelas Pías, un ejemplar de las Constituciones de la Orden. También se conoce que sacerdotes de esta asociación tuvieron relación con los hermanos Cavanis en la época en la que se creó el Instituto de éstos. Se desconoce la fecha de su extinción.